# Troleibuzele din Târgu Jiu
Rețeaua de troleibuz din Târgu Jiu asigură transportul electric din oraș. Rețeaua a fost inaugurată în 20 iunie 1995. Sistemul include o linie interurbană către Bârsești.

## Trasee
Reteaua include 2 trasee, acestea fiind:
- Traseul 1: 9 Mai - Artego, inaugurat pe 20 iunie 1995;
- Traseul 2: 9 Mai - Bârsești, inaugurat pe 1 decembrie 1999.

## Vehicule
La momentul înființării rețelei, au fost achiziționate 17 troleibuze (12 ROCAR 217E și 5 ROCAR 212E), produse în anul 1995. În prezent, respectivele troleibuze sunt retrase definitiv din circulație, ca urmare a introducerii treptate pe trasee a 11 troleibuze noi, de tip Solaris Trollino 12S, respectiv 9 troleibuze de tip Solaris Trollino 12M.
| Model                | Tip                              | Număr unități | An cumpărare | An fabricație | An retragere | Obs. |
| ROCAR 212E           | troleibuz nearticulat (12 metri) | 5             | 1995-1996    | 1995-1996     | 2021         | Au fost 5 bucăți, achiziționate între 1995-1996. Retrase din circulație între 2020-2021. Unul dintre troleibuzele de acest tip a fost transformat în troleibuz gresor, iar alte două au fost păstrate în vederea conservării ca vehicule de muzeu.                             |
| ROCAR 217E           | troleibuz articulat (18 metri)   | 12            | 1995-1996    | 1995-1996     | 2021         | Au fost 12 bucăți, achiziționate între 1995-1996. Retrase treptat din circulație între 2015-2021. Un singur model a fost păstrat în vederea conservării ca vehicule de muzeu.                                                                                                  |
| Solaris Trollino 12S | troleibuz nearticulat (12 metri) | 11            | 2021         | 2021          | -            | Sunt 11 bucăți, achiziționate în 2021, parte dintr-un contract care vizează achiziția a 20 de troleibuze noi. |
| Solaris Trollino 12M | troleibuz nearticulat (12 metri) | 9             | 2022         | 2022          | -            | Sunt 9 bucăți, achiziționate în 2022, parte dintr-un contract care vizează achiziția a 20 de troleibuze noi. Vehiculele au autonomie extinsă, fiind echipate cu baterii. Pe 17 februarie 2022, un alt contract pentru livrarea altor 15 troleibuze de acest tip a fost semnat. |